# Crassicrus lamanai
Espèce
Crassicrus lamanai est une espèce d'araignées mygalomorphes de la famille des Theraphosidae.

## Distribution
Cette espèce  se rencontre au Belize et au Guatemala.

## Description
Les mâles mesurent de 36,6 à 40,1 mm et les femelles de 43,9 à 51,1 mm.

## Publication originale
- Reichling & West, 1996 : A new genus and species of theraphosid spider from Belize (Araneae, Theraphosidae). Journal of Arachnology, vol. 24, no 3, p. 254-261 (texte intégral).